# Handbollsligan
Die Handbollsligan ist die höchste Spielklasse im schwedischen Männer-Handball. Zuvor trug sie den Namen Allsvenskan (1934–1990) und Elitserien (1990–2016).

## Modus
Von 1932 bis 1953 wurde die Meisterschaft in einem Cup ausgespielt, unabhängig von den Saisonspielen der Allsvenskan. Bis zur Saison 1989/90 bildete die Handbollsallsvenskan die höchste Spielklasse.
Die Handbollsligan besteht aus vierzehn Teams, die gegeneinander in Hin- und Rückspielen antreten, jede Mannschaft bestreitet somit mindestens 26 Spiele pro Saison. An diese Spiele anschließend fand bis einschließlich 2009 für die acht besten Teams der Elitserie ein Play-off-Finale statt, in dem die Meisterschaft ermittelt wurde. Zur Saison 1967/68 wurde das Slutspel (deutsch Endspiel) eingeführt, das die beiden besten Teams des Play-offs bestreiten. In der Saison 2009/10 wurde das Play-off durch die Slutspelserien (deutsch Endspielserie) ersetzt. Die besten acht Mannschaften der Saisonspiele ermitteln in zwei Gruppen zu je vier Mannschaften die Halbfinalteilnehmer. Die letztplatzierte Mannschaft der Saisonspiele steigt in die zweite Liga, die Allsvenskan, ab, der Erstplatzierte der zweiten Liga direkt in die Elitserien auf. Die Mannschaften der Handbollsligan auf den Plätzen 11 bis 13 treten in der Kvalserien (deutsch Qualifikationsserie) gegen die Mannschaften auf den Plätzen 2 bis 4 der zweiten Liga an; die drei Bestplatzierten spielen in der Folgesaison in der ersten Liga.

## Handbollsligan 2025/26
| Alingsås HK |

| Amo Handboll |

| Eskilstuna Guif |

| Hammarby IF |

| IF Hallby |

| OV Helsingborg HK |

| HF Karlskrona |

| IFK Kristianstad |

| HK Malmö |

| IFK Skövde |

| IK Sävehof Önnereds HK |

| Ystads IF |

| VästeråsIrsta HF |

| Club              | Stadt        | Arena                    | Kapazität |
| ----------------- | ------------ | ------------------------ | --------- |
| Alingsås HK       | Alingsås     | Estrad Alingsås          | 2.800     |
| Amo Handboll      | Alstermo     | Amokabelhallen           | 700       |
| OV Helsingborg HK | Helsingborg  | Helsingborg Arena        | 4.700     |
| Eskilstuna Guif   | Eskilstuna   | Stiga Sports Arena       | 4.000     |
| Hammarby IF       | Stockholm    | Eriksdalshallen          | 2.600     |
| IF Hallby         | Jönköping    | Jönköpings idrottshus    | 1.500     |
| HF Karlskrona     | Karlskrona   | Brinova Arena Karlskrona | 2.500     |
| IFK Kristianstad  | Kristianstad | Kristianstad Arena       | 4.700     |
| HK Malmö          | Malmö        | Baltiska Hallen          | 4.000     |
| IFK Skövde HK     | Skövde       | Arena Skövde             | 2.516     |
| IK Sävehof        | Göteborg     | Partille Arena           | 4.100     |
| Ystads IF HF      | Ystad        | Ystad Arena              | 2.863     |
| Önnereds HK       | Göteborg     | ÖHK-Hallen               | 1.004     |
| VästeråsIrsta HF  | Västerås     | Västerås Arena           | 1.800     |

## Liste der Meister

### Chronologie
| - 2025 Ystads IF HF - 2024 IK Sävehof - 2023 IFK Kristianstad - 2022 Ystads IF HF - 2021 IK Sävehof - 2020 kein Meister1 - 2019 IK Sävehof - 2018 IFK Kristianstad - 2017 IFK Kristianstad - 2016 IFK Kristianstad - 2015 IFK Kristianstad - 2014 Alingsås HK - 2013 HK Drott - 2012 IK Sävehof - 2011 IK Sävehof - 2010 IK Sävehof - 2009 Alingsås HK - 2008 Hammarby IF HF - 2007 Hammarby IF HF - 2006 Hammarby IF HF - 2005 IK Sävehof - 2004 IK Sävehof - 2003 Redbergslids IK - 2002 HK Drott - 2001 Redbergslids IK - 2000 Redbergslids IK - 1999 HK Drott - 1998 Redbergslids IK - 1997 Redbergslids IK - 1996 Redbergslids IK - 1995 Redbergslids IK - 1994 HK Drott | - 1993 Redbergslids IK - 1992 Ystads IF - 1991 HK Drott - 1990 HK Drott - 1989 Redbergslids IK - 1988 HK Drott - 1987 Redbergslids IK - 1986 Redbergslids IK - 1985 Redbergslids IK - 1984 HK Drott - 1983 IK Heim - 1982 IK Heim - 1981 Vikingarnas IF - 1980 LUGI HF - 1979 HK Drott - 1978 HK Drott - 1977 SoIK Hellas - 1976 Ystads IF - 1975 HK Drott - 1974 IF Saab - 1973 IF Saab - 1972 SoIK Hellas - 1971 SoIK Hellas - 1970 SoIK Hellas - 1969 SoIK Hellas - 1968 IF Saab - 1967 Vikingarnas IF - 1966 IS Göta - 1965 Redbergslids IK - 1964 Redbergslids IK - 1963 Redbergslids IK | - 1962 IK Heim - 1961 Vikingarnas IF - 1960 IK Heim - 1959 IK Heim - 1958 Redbergslids IK - 1957 Örebro SK - 1956 Örebro SK - 1955 IK Heim - 1954 Redbergslids IK - 1953 IFK Kristianstad - 1952 IFK Kristianstad - 1951 AIK Handboll - 1950 IK Heim - 1949 IFK Lidingö - 1948 IFK Kristianstad - 1947 Redbergslids IK - 1946 Majornas IK - 1945 Majornas IK - 1944 Majornas IK - 1943 Majornas IK - 1942 Majornas IK - 1941 IFK Kristianstad - 1940 Majornas IK - 1939 Uppsala Studenters IF - 1938 Västerås IK - 1937 SoIK Hellas - 1936 SoIK Hellas - 1935 Majornas IK - 1934 Redbergslids IK - 1933 Redbergslids IK - 1932 Flottans IF Karlskrona |

1 Saisonabbruch aufgrund der COVID-19-Pandemie

### Anzahl der Meistertitel
- 20: Redbergslids IK
- 11: HK Drott
- 09: IFK Kristianstad
- 08: IK Sävehof
- 07: SoIK Hellas, IK Heim
- 06: Majornas IK
- 04: Ystads IF HF
- 03: Hammarby IF, Vikingarnas IF, Örebro SK
- 02: IFK Karlskrona, Alingsås HK
- 01: Flottans IF Karlskrona, IS Göta, IF Saab, Västra Frölunda IF, LUGI HF, Uppsala Studenters IF, AIK Handboll, IFK Lidingö, Västerås IK